# Liste de soupes
Le présent article présente une liste de soupes ou potages.

## Potages liés

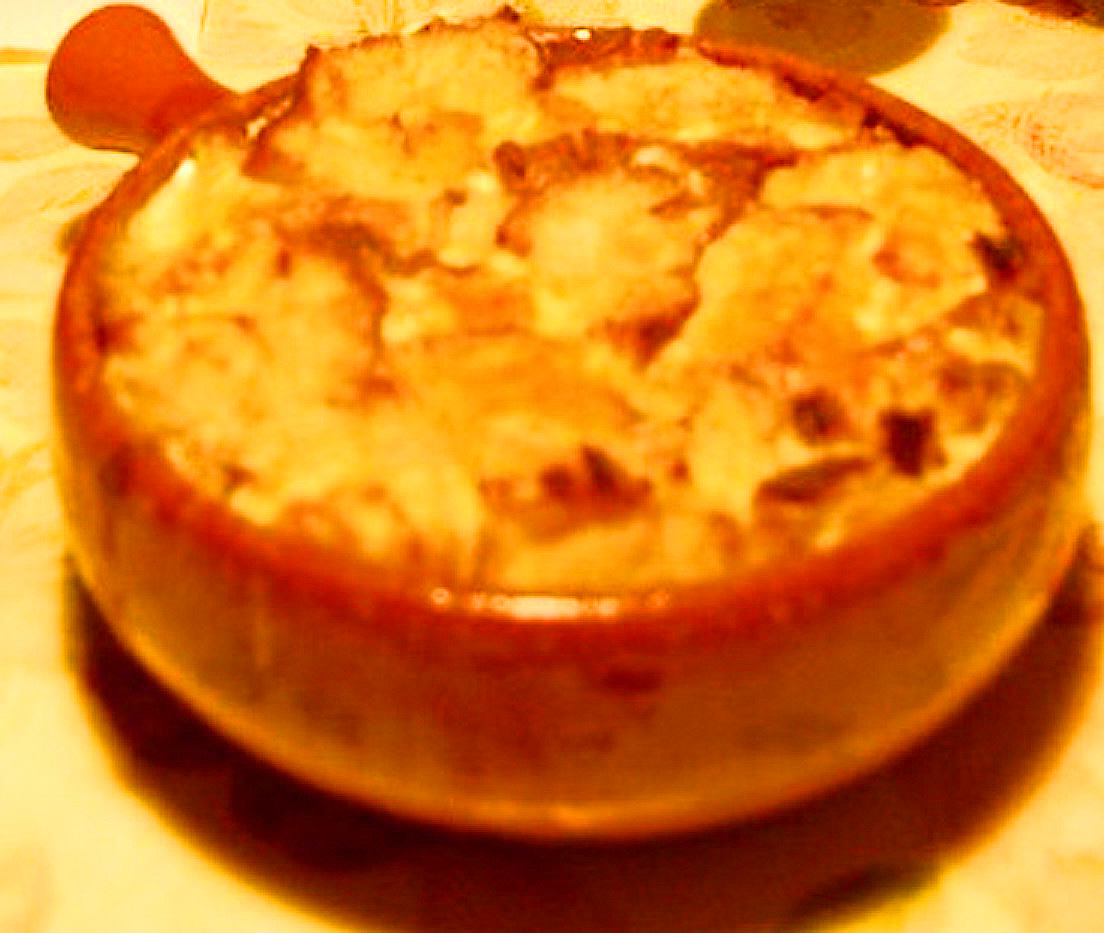
Soupe au fromage.

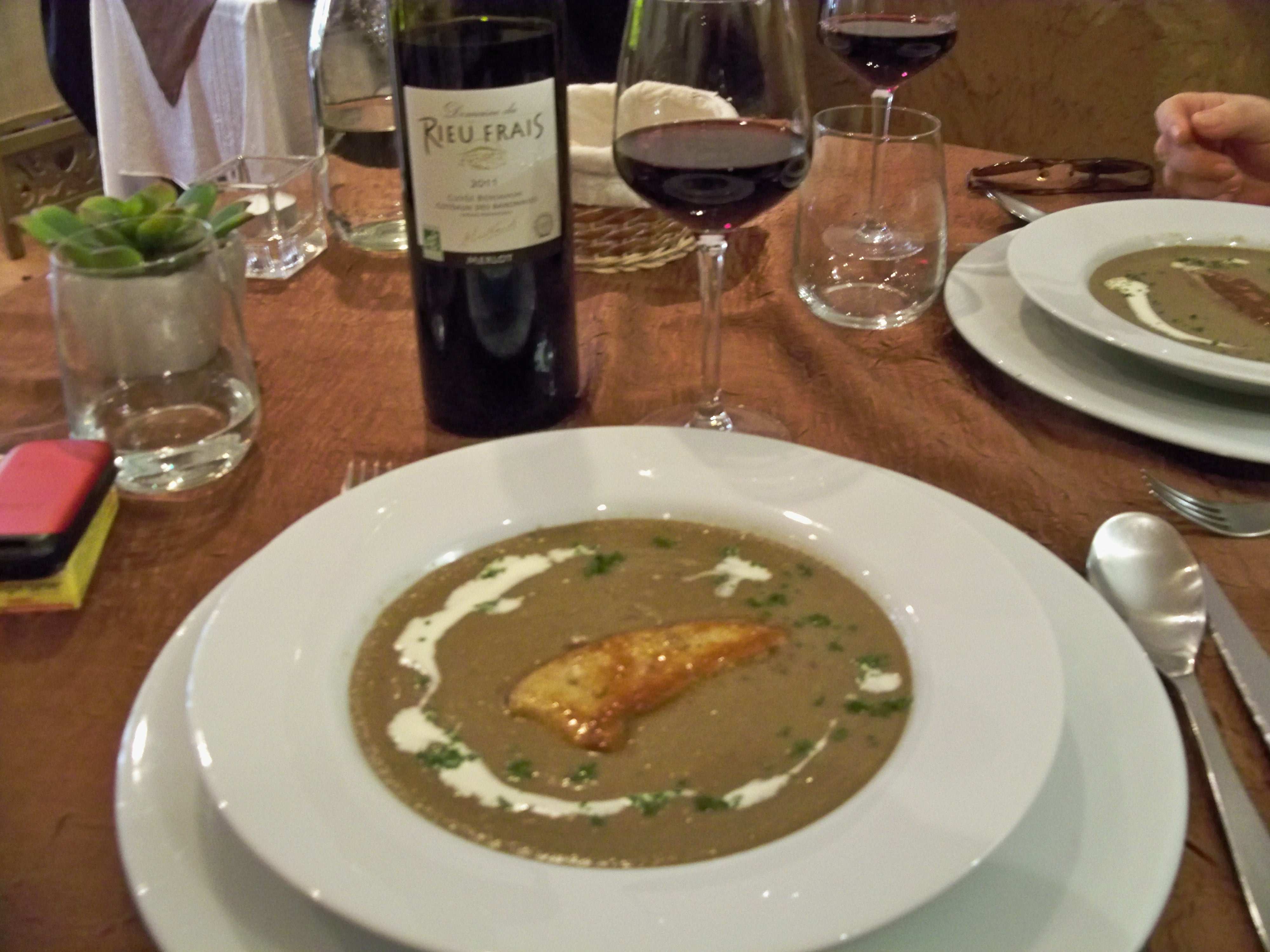
Soupe de lentilles au foie gras.

Les potages liés sont les crèmes, les veloutés, les soupes et les bisques.
- Ajiaco ( Colombie), soupe de pommes de terre
- Avgolémono ( Grèce), soupe aux œufs et au citron
- Borchtch ( Ukraine), soupe aux betteraves, chou, pommes de terre
- Bréjaude (Limousin,  Occitanie)
- Boufertouna ( Maroc)
- Caldeirada ( Portugal), soupe de poisson
- Caldo verde ( Portugal), soupe au chou
- Canja ( Portugal), dérivé du congee asiatique
- Cazuela ( Chili), soupe de viande, citrouille, maïs
- Chaudrée de poisson ( Bermudes)
- Chorba frik ( Algérie)
- Cock-a-leekie ( Écosse)
- Crème de chou-fleur Du Barry
- Edikang ikong ( Nigeria)
- Egousi ( Nigeria), soupe aux pistaches
- Fasoláda ( Grèce), soupe de fèves
- Flädle, ou consommé célestine ( Allemagne,  Autriche)
- Garbure ( Béarn/ Occitanie)
- Gaspacho andalou ( Espagne)
- Goulash ( Hongrie)
- Gombo ( États-Unis)
- Harira ( Algérie,  Maroc)
- Kesäkeitto ( Finlande)
- Khartcho ( Géorgie)
- Fausse soupe de tortue ( Royaume-Uni)
- Miyeok-guk ( Corée du Sud)
- Pasulj ( Serbie)
- Pozole ( Mexique)
- Samgyetang ( Corée du Sud), soupe de poulet au ginseng
- Scotch broth ( Écosse), soupe d'orge
- Miso ( Japon)
- Salmorejo ( Andalousie)
- Solianka ( Russie)
- Soto ( Indonésie)
- Soupe à la graisse ( Normandie)
- Soupe à l'échalote d'Avranches
- Soupe à l'oignon gratinée
- Soupe au fromage
- Soupe au pistou ( Provence/ Occitanie)
- Soupe d'épinards
- Soupe de légumes
- Soupe de poireaux ( France ;  Pays de Galles, cawl cennin ;  Roumanie, ciorbă de praz)
- Soupe de pâte et bouillons de vermicelles
  - Laksa ( Malaisie)
  - Phở ( Viêt Nam)
  - Soupe de la mian ( Chine, Asie centrale)
  - Soupe rāmen ( Japon)
  - Soupe wonton ( Chine)
- Soupe de poisson
  - Bourride ( Occitanie)
  - Chaudrée ( France,  Québec), chowder ( États-Unis)
  - Fanesca ( Équateur)
  - Halászlé ( Hongrie)
- Partan bree ( Écosse)
  - Soupe d'ailerons de requin ( Chine)
  - Tom yam ( Thaïlande)
  - Ttoro ( Pays basque)
  - Oukha ( Russie)
  - Waterzooï ( Belgique)
- Soupe de queue de bœuf, internationale
- Soupe méditerranéenne de tomates
- Soupe à l’agneau et au persil
- Soupe de lentilles
- Soupe minestrone ( Italie)
- Soupe patriotique ( Chine)
- Soupe paysanne végétalienne
- Soupe de sang
  - Saksang ( Indonésie)
  - Svartsoppa ( Suède)
- Tourin ( Occitanie), soupe à l'ail
- Velouté de champignons aux lardons
- Vichyssoise
- Żurek ( Pologne)

## Potages clairs
Ils comprennent les bouillons et les consommés.
- Dashi (Japon)